# Patricia Hill Collins
Patricia Hill Collins (Filadelfia, 1º maggio 1948) è una scrittrice e docente statunitense specializzata in razza, classe e genere.
È professoressa universitaria emerita di sociologia presso l'Università del Maryland, College Park. È inoltre stata responsabile del Dipartimento di Studi Afro-Americani presso l'Università di Cincinnati. Collins è stata eletta presidente della American Sociological Association (ASA) e nel 2009 ha ricoperto la carica di 100° presidente dell'associazione, diventando la prima donna afroamericana a ricoprire tale ruolo.
Il lavoro di Collins si concentra principalmente sulle questioni di razza, genere e disuguaglianza sociale all'interno della comunità afroamericana. Ha attirato l'attenzione a livello nazionale con il suo libro Black Feminist Thought, pubblicato originariamente nel 1990.

## Biografia

### Contesto familiare
Patricia Hill Collins è nata il 1° maggio 1948 a Filadelfia, Pennsylvania, come unica figlia di due genitori che vivevano in un quartiere prevalentemente nero e della classe operaia. Suo padre, Albert Hill, operaio in fabbrica e veterano della Seconda Guerra Mondiale, e sua madre, Eunice Hill, una segretaria, si conobbero a Washington. Poiché entrambi i genitori lavoravano, Collins iniziò a frequentare l'asilo all'età di due anni e mezzo.
L'amore di Collins per la lettura e l'istruzione le venne trasmesso dalla madre, che aveva sempre desiderato diventare insegnante di inglese e aveva frequentato brevemente la Howard University. Non potendo permettersi la retta, Eunice non riuscì a completare gli studi. Dopo la nascita di sua figlia, Eunice si assicurò che quest'ultima venisse esposta fin da piccola alla letteratura, insegnandole a leggere e presentandola alla biblioteca pubblica.

### Infanzia
Da bambina, Collins si sentiva al sicuro e protetta nel suo stabile quartiere operaio, prevalentemente nero. Giocando liberamente per le strade con i suoi amici, riponeva fiducia nella sicurezza offerta dalla sua comunità vigile. Trascorreva il tempo all'aperto, pattinando a rotelle e saltando con la corda doppia nel suo isolato. Lei e i suoi amici amavano creare e cantare musica insieme. Essendo una musicista, sa suonare la tromba, il pianoforte e l'organo. Durante il liceo, Collins lavorava nella sua chiesa suonando l'organo.
Con il passare degli anni, Collins iniziò a notare che era la prima, una delle poche o l'unica afroamericana e/o donna, e/o persona della classe operaia nelle sue comunità. Di questo, lei scrisse:
"Non vedevo nulla di sbagliato nell'essere chi ero, ma a quanto pare molti altri lo ritenevano. Il mio mondo si espandeva, mentre io mi sentivo sempre più piccola. Cercavo di scomparire in me stessa per deviare gli assalti dolorosi e quotidiani, concepiti per insegnarmi che essere una donna afroamericana della classe operaia mi rendeva inferiore a chi non lo era. E, man mano che mi sentivo più ridotta, diventavo sempre più silenziosa, fino a essere praticamente messa a tacere."

### Educazione
Collins frequentò le scuole pubbliche di Filadelfia — e già da giovane, Collins si rese conto che le scuole che frequentava erano rivolte prevalentemente a studenti bianchi della classe media. Negli anni '50 e '60, quando andava a scuola, la maggior parte delle scuole nelle città del Nord, come Philadelphia, fungevano da canali per la mobilità sociale per i migranti afroamericani provenienti dal Sud o per gli immigrati dall'Europa. Sebbene fossero adeguatamente finanziate, non era particolarmente facile orientarsi in esse, soprattutto per afroamericani e persone di colore come Collins. Tuttavia, faceva parte di un gruppo di giovani che godevano di accesso a risorse educative e opportunità che i loro genitori non avevano.

#### Scuola elementare e scuole superiori
Da bambina, Collins frequentò la Frederick Douglas Elementary School. Successivamente, andò alla Philadelphia High School for Girls (nota come Girls' High), fondata nel 1848 come la prima scuola superiore pubblica per donne negli Stati Uniti. Collins frequentava la scuola negli anni '60, periodo in cui negli Stati Uniti aveva avuto inizio il processo di desegregazione delle scuole. Questo contribuì a far crescere il suo interesse per la sociologia, il femminismo e l'attivismo a favore degli afro-americani e dei diritti civili.

#### Educazione universitaria
Nel 1965, Collins ha proseguito la sua carriera universitaria presso la Brandeis University a Waltham, Massachusetts, specializzandosi in sociologia. Durante il periodo universitario ha dedicato tempo alla promozione di modelli educativi progressisti nelle scuole della comunità nera di Boston. Nel 1969, si è laureata cum laude in sociologia, conseguendo un Bachelor of Arts.
Successivamente, nel 1970 ha ottenuto un Master of Arts in Teaching (MAT) in Educazione delle Scienze Sociali presso la Harvard University. Dal 1970 al 1976, ha lavorato come insegnante di scuola media, specialista in curriculum e organizzatrice comunitaria presso la St. Joseph Community School in Roxbury, Boston, e in altre due scuole. Di questa esperienza ha dichiarato che le ha permesso "di esplorare le connessioni tra la pedagogia critica, la ricerca impegnata e le politiche della produzione del sapere, ritardando per un decennio l'effetto paralizzante dell'etica del 'pubblica o sparisci' dell'istruzione superiore. Invece, mi ha messo su una strada diversa, permettendomi di diventare una studiosa rigorosa e un'intellettuale pubblica con uno sguardo attento verso le tradizioni della giustizia sociale."
Nel 1984, ha completato il dottorato in sociologia presso la Brandeis University.

### Carriera
Dal 1976 al 1980 Collins è stata direttrice dell'Africana Center alla Tufts University. In questo ruolo, si è occupata di tematiche riguardanti la diversità, l'equità e l'inclusione, portando la ricerca, le idee e la cultura delle comunità nere all'interno del campus. Inoltre, ha voluto attirare l'attenzione su questioni che toccano le donne nere.
Mentre conseguiva il suo dottorato, Collins ha lavorato come assistente professore presso l'Università di Cincinnati a partire dal 1982. Ha insegnato nel Dipartimento di Studi Africani per oltre due decenni, ritirandosi nel 2005 con il titolo di Charles Phelps Taft Distinguished Professor of Sociology.
Nel 1986, Collins ha pubblicato il suo primo articolo di rilievo, "Learning from the Outsider Within", sulla rivista sociologica Social Problems. L'articolo si concentra su come le donne nere acquisiscano una visione particolare delle disuguaglianze sociali grazie alla loro posizione marginalizzata, in quanto contemporaneamente nere e donne. Le donne nere sono state in grado di combattere in maniera creativa contro lo status quo.

## Opere (parziale)
- (EN) Lethal Intersections: Race, Gender and Violence., Cambridge, Polity Press, 2024, ISBN 978-1-5095-5315-0.
- (EN) Intersectionality as Critical Social Theory, Durham, Duke University Press, 2019, ISBN 978-1-4780-0646-6.
- (EN) Con Sirma Bilge, Intersectionality, Cambridge, Polity Press, 2016, ISBN 9-781509-539680.